# 天ノ少女
『天ノ少女』（からのしょうじょ）は、2020年12月25日にInnocent Greyより発売されたPC用18禁アドベンチャーゲーム。『殻ノ少女』（2008年）、『虚ノ少女』（2013年）から連続する『カラノショウジョ』シリーズの最終章。
ストーリーやシステムは前2作を引き継いでおり、一部登場人物は『カルタグラ 〜ツキ狂イノ病〜』（2005年）から連続している。
過去作と同様、体験版が本編の前日譚となっている。ただし過去作と異なり、この前日談は本編2周目以降に組み込まれている。また過去作に比べて濡れ場の量が少なく、回想モードも存在しない。
パッケージ版やサントラに同梱されている短編小説やドラマCDには、本編の後日譚が含まれている。また、発売日前後から2021年11月まで毎月、公式サイトでドラマ音声が配信された。その他、本編の音量設定画面で聞けるボイスサンプルの内容がクリア後に変化する、という要素もある。

## 発売経緯
本作のタイトル発表は、2015年12月、Innocent Grey 10周年記念コンサート『神曲』（於 東京都中野区なかのZERO）の中で行われた。
発売予定日については当初、『殻』から『虚』まで程の期間（5年）は要さないと告知していた。しかし最終的に、『虚』から7年、『殻』からは12年の時を経て、2020年秋に発売日や公式サイトを公開、同年12月に発売した。
その間、声優の引退や多忙によるキャスティング変更、過去作のリマスター版発売、同社『FLOWERS』シリーズの展開、2度の画展（於 新宿区大京町アートコンプレックスセンター）などがあった。

## ストーリー
前作『虚ノ少女』TrueEND直後の昭和33年と、そこから6年後の昭和39年を舞台とする前後編に分かれる。
「ヒンナサマ」や天恵会をめぐる事件が解決した昭和33年1月、行方不明となっていた朽木冬子の葬儀が行われる。しかし、主人公時坂玲人は未だに冬子というパラノイアから逃れられずにいた。
時を同じくして、『殻ノ少女』での事件で逮捕されていた芸術家・間宮心像が獄中死したとの知らせを受けた玲人は、マリス・ステラに残された美術品の整理を頼まれる。そこで間宮の未発表作品、腕のない片翼の天使を描いた「天罰」を発見するが、数日後、「天罰」の天使と同じ装飾を施された女性の遺体が発見される。その女性、前園静はかつて真崎智之と共に画廊に勤めていた人物だった。

## 登場人物
本作からの新たな登場人物、前々作からの復帰人物、公式サイトに掲載されていない人物もいる。

## スタッフ
- 企画：Innocent Grey
- 原画・監督：杉菜水姫[2]
- シナリオ：鈴鹿美弥[2]
- 音楽制作：MANYO

## 反響

### 売り上げ
Getchu.comの2020年セールスランキングで46位を獲得した。

### 人気投票
月間げっちゅ投票「このゲームはプレイしとけ！」2020年12月発売タイトル6位を獲得した。
萌えゲーアワード2020の年間ランキング26位、シナリオ賞金賞を獲得した。

## 関連商品
- 「天ノ少女 オリジナルサウンドトラック Caelum」（Innocent Grey、2021年1月29日発売） GUN-93、JAN 4560215590933
  - 霜月はるか、鈴湯、aya Sueki によるボーカル曲も収録。パッケージ版は短編小説を同梱。